# Tickle Me
Tickle Me Vol. 1 e Tickle Me Vol. 2 sono due EP di Elvis Presley contenenti la colonna sonora del film Per un pugno di donne da lui interpretato, pubblicati dalla RCA Records nel 1965.

## Registrazione e pubblicazione
Per la prima volta nella sua carriera, il budget stanziato per il film non consentiva la registrazione di nuovi brani appositamente registrati da Presley per la colonna sonora. Quindi, la colonna sonora fu assemblata utilizzando delle canzoni già incise in precedenza, riciclando nove canzoni in totale risalenti fino al 1960.
Tutte le canzoni furono prese da altri album già pubblicati, ma furono registrate una nuova traccia vocale per il brano I Feel that I've Known You Forever, e una nuova armonia vocale per I'm Yours.
Quattro dei brani furono pubblicati su singoli 45 giri, mentre gli altri cinque su EP come colonna sonora ufficiale di Per un pugno di donne.
Nel 2005, la Sony Music ha pubblicato in formato compact disc Tickle Me riunendo tutte e nove le tracce, insieme a cinque bonus track.

## Tracce

### Tickle Me, Vol. 1
Lato 1
1. I Feel That I've Known You Forever (Doc Pomus & Alan Jeffreys) - 1:39 (tratta da Pot Luck with Elvis, 1962)
2. Slowly But Surely (Ben Weisman & Sid Wayne) - 2:12 (tratta da Fun in Acapulco, 1963)

Lato 2
1. Night Rider (Doc Pomus & Mort Shuman) - 2:08 (tratta da Pot Luck with Elvis, 1962)
2. Put the Blame On Me (Fred Wise, Kay Twomey, & Norman Blagman) - 1:57 (tratta da Something for Everybody, 1961)
3. Dirty, Dirty Feeling (Jerry Leiber & Mike Stoller) - 1:35 (tratta da Elvis Is Back!, 1960)

### Tickle Me, Vol. 2
Lato 1
1. I'm Yours (Hal Blair, Don Robertson) - 2:20 (tratta da Pot Luck with Elvis, 1962)
2. (It's A) Long, Lonely Highway (Doc Pomus, Mort Shuman) - 2:18 (tratta da Kissin' Cousins, 1964)

Lato 2
1. It Feels So Right (Ben Weisman, Fred Wise) - 2:08 (tratta da Elvis Is Back!, 1960)
2. (Such An) Easy Question (Otis Blackwell & Winfield Scott) - 2:19 (tratta da Pot Luck with Elvis, 1962)

### Tickle Me(CD, 2005)
1. I Feel That I've Known You Forever - 1:42
2. Slowly But Surely - 2:15
3. Night Rider - 2:11
4. Put The Blame On Me - 1:59
5. Dirty, Dirty Feeling - 1:35
6. It Feels So Right - 2:10
7. (Such An) Easy Question - 2:22
8. (It's A) Long Lonely Highway (Single Master) - 2:56
9. I'm Yours (Undubbed Single Master) - 2:24
10. Something Blue - 3:00
11. Make Me Know It - 2:01
12. Just For Old Time Sake - 2:12
13. Gonna Get Back Home Somehow - 2:31
14. There's Always Me - 2:19
15. Allied Artists' Radio Trailer (Version 1) - 1:00
16. Slowly But Surely (Take 1) - 2:32
17. It Feels So Right (Take 2) - 2:07
18. I'm Yours (LP Master) - 2:23
19. (It's A) Long Lonely Highway (LP Master) - 2:23
20. I Feel That I've Known You Forever (Take 3) - 1:54
21. Night Rider (Take 5) - 2:20
22. Dirty, Dirty Feeling (Take 1) - 1:43
23. Put The Blame On Me (Takes 1 & 2) - 2:55
24. (Such An) Easy Question (Takes 1 & 2) - 2:34
25. Allied Artists' Radio Trailer (Version 2) - 0:29

## Formazione
- Elvis Presley – voce, chitarra
- The Jordanaires, Millie Kirkham - cori
- Boots Randolph - sassofono
- Scotty Moore, Hank Garland, Harold Bradley, Grady Martin, Jerry Kennedy – chitarra elettrica
- Floyd Cramer - pianoforte
- Bob Moore - basso
- D. J. Fontana, Buddy Harman - batteria